# Hossam Hassan
Hossam Hassan (Il Cairo, 10 agosto 1966) è un allenatore di calcio ed ex calciatore egiziano, di ruolo attaccante, commissario tecnico della nazionale egiziana.

## Biografia
Ha un fratello gemello, Ibrahim, ex calciatore professionista – che vanta 125 presenze con la nazionale egiziana – con il quale ha militato in più occasioni nella stessa squadra. I due hanno continuato a collaborare anche dopo il ritiro dall'attività agonistica.

## Caratteristiche tecniche

### Giocatore
Era un centravanti.

### Allenatore
Le squadre di Hossam Hassan sono solitamente disposte con un 4-2-3-1.

## Carriera

### Giocatore

#### Club
Inizia a giocare a calcio nel settore giovanile dell'Al-Ahly, che nel 1984 lo aggrega alla prima squadra. Nel 1990 si trasferisce in Grecia, accordandosi con il PAOK. Esordisce nel campionato greco il 4 novembre 1990 contro l'OFI Creta (gara terminata 0-0), subentrando nella ripresa al posto di Kostas Lagonidis. Mette a segno la sua prima rete con i greci l'11 novembre in Apollōn Smyrnīs-PAOK (4-2). Termina la stagione segnando 5 reti in 19 presenze.
In estate viene ingaggiato dal Neuchâtel Xamax, nel campionato svizzero. Il 22 ottobre 1991 – all'esordio in Coppa UEFA – mette a segno una quaterna contro il Celtic (5-1).
Nel 1992 torna all'Al-Ahly, in Egitto. Con gli egiziani ha vinto dieci campionati, quattro coppe nazionali e una Coppa dei Campioni d'Africa. Nel 2000 – nella sessione invernale di calciomercato – si trasferisce in prestito all'Al-Ain, nel campionato emiratino.
Terminato il prestito, viene tesserato dallo Zamalek, dove gioca quattro stagioni – vincendo tre campionati, una Coppa d'Egitto, due Supercoppe e una CAF Champions League – prima di trasferirsi all'Al-Masry nel 2004.
A questa esperienza seguono quelle con Tersana e Al-Ittihad Alessandria, al termine della quale decide di ritirarsi all'età di 41 anni.

#### Nazionale
Esordisce in nazionale il 10 settembre 1985 in un'amichevole disputata ad Oslo contro la Norvegia (vinta 3-0 dai norvegesi). Il 17 novembre 1989 una sua rete contro l'Algeria determina la partecipazione della nazionale egiziana ai Mondiali 1990, a 56 anni dall'ultima apparizione degli egiziani in una fase finale del torneo (Italia 1934). Partecipa ai Mondiali 1990, disputati in Italia. L'Egitto viene estromesso dalla competizione al primo turno, al termine della fase a gironi.
Con la nazionale egiziana ha vinto tre edizioni della Coppa d'Africa (1986, 1998, 2006). In totale vanta 177 presenze e 69 reti con la selezione egiziana, di cui è primatista di reti.

### Allenatore
Il 29 febbraio 2008, ritiratosi dall'attività agonistica, viene nominato direttore generale, nonché tecnico dell'Al-Masry. Dopo una breve esperienza sulla panchina dell'Itesalat, il 30 novembre 2009 sostituisce Henri Michel alla guida dello Zamalek. Il 13 luglio 2011 viene sollevato dall'incarico. A questa esperienza seguono quelle con Ismaily, Al-Masry e Misr Lel Makasa.
Il 26 giugno 2013 viene nominato CT della nazionale giordana. Guida la squadra allo spareggio interzona contro l'Uruguay, valido per l'accesso alla fase finale dei Mondiali 2014, mancando la qualificazione al termine del doppio confronto con i sudamericani (0-5, 0-0).
Il 31 luglio 2014 sostituisce Mido sulla panchina dello Zamalek. Il 2 ottobre viene esonerato. Il 27 ottobre viene ingaggiato dall'Al-Ittihad Alessandria. Termina la stagione guidando la squadra alla salvezza. Il 25 luglio 2015 torna per la terza volta sulla panchina dell'Al-Masry. Dopo aver rassegnato le dimissioni da tecnico dell'Al-Masry, il 29 ottobre 2018 viene ingaggiato dal Pyramids, in sostituzione di Ricardo La Volpe. Il 25 gennaio 2019 viene esonerato dopo aver raccolto 23 punti in 11 partite (6 vittorie e 5 pareggi).
Il 23 febbraio 2019 viene nominato tecnico dello Smouha. Il 9 gennaio 2020 viene sollevato dall'incarico. Il 13 ottobre 2020 torna alla guida dell'Al-Ittihad Alessandria. Il 19 marzo 2022 viene sollevato dall'incarico, dopo aver raccolto 14 punti in 12 gare. Il 29 maggio sostituisce Mouin Chaâbani sulla panchina dell'Al-Masry. A fine stagione la società decide di non proseguire il rapporto con il tecnico egiziano. A dicembre viene richiamato dall'Al-Masry per la quinta volta, in sostituzione di Ehab Galal. Il 6 maggio 2023 viene esonerato.
Il 6 febbraio 2024 l'EFA ne ufficializza la nomina a CT della nazionale egiziana.

## Statistiche

### Presenze e reti nei club
| Stagione        | Squadra                | Campionato      | Campionato | Campionato | Coppe nazionali | Coppe nazionali | Coppe nazionali | Coppe continentali | Coppe continentali | Coppe continentali | Altre coppe | Altre coppe | Altre coppe | Totale | Totale |
| Stagione        | Squadra                | Comp            | Pres       | Reti       | Comp            | Pres            | Reti            | Comp               | Pres               | Reti               | Comp        | Pres        | Reti        | Pres   | Reti   |
| --------------- | ---------------------- | --------------- | ---------- | ---------- | --------------- | --------------- | --------------- | ------------------ | ------------------ | ------------------ | ----------- | ----------- | ----------- | ------ | ------ |
| 1984-1985       | Al-Ahly                | PL              | 2          | 0          | CE              | 3               | 0               | -                  | -                  | -                  | -           | -           | -           | 5      | 0      |
| 1985-1986       | Al-Ahly                | PL              | 17         | 6          | CE              | 0               | 0               | CdC                | 7                  | 3                  | -           | -           | -           | 24     | 9      |
| 1986-1987       | Al-Ahly                | PL              | 18         | 4          | CE              | 0               | 0               | CCL                | 8                  | 1                  | -           | -           | -           | 26     | 5      |
| 1987-1988       | Al-Ahly                | PL              | 18         | 9          | CE              | 0               | 0               | CCL                | 0                  | 0                  | CInt        | 2           | 2           | 20     | 11     |
| 1988-1989       | Al-Ahly                | PL              | 18         | 10         | CE              | 5               | 2               | -                  | -                  | -                  | -           | -           | -           | 23     | 12     |
| 1989-1990       | Al-Ahly                | PL              | 5          | 2          | CE              | 0               | 0               | CCL                | 1                  | 2                  | -           | -           | -           | 6      | 4      |
| 1990-1991       | PAOK                   | AE              | 19         | 5          | CG              | 2               | 1               | CU                 | 0                  | 0                  | -           | -           | -           | 21     | 6      |
| 1991-1992       | Neuchâtel Xamax        | A               | 8          | 3          | CS              | 0               | 0               | CU                 | 4                  | 4                  | -           | -           | -           | 12     | 7      |
| 1992-1993       | Al-Ahly                | PL              | 25         | 15         | CE              | 2               | 0               | ACC+CdC            | 2+9                | 2+4                | -           | -           | -           | 38     | 21     |
| 1993-1994       | Al-Ahly                | PL              | 10         | 4          | CE              | 0               | 0               | ACC                | 4                  | 1                  | SA          | 1           | 0           | 15     | 5      |
| 1994-1995       | Al-Ahly                | PL              | 18         | 7          | CE              | 0               | 0               | ACC                | 0                  | 0                  | -           | -           | -           | 18     | 7      |
| 1995-1996       | Al-Ahly                | PL              | 18         | 11         | CE              | 6               | 5               | -                  | -                  | -                  | -           | -           | -           | 24     | 16     |
| 1996-1997       | Al-Ahly                | PL              | 26         | 14         | CE              | 1               | 0               | ACC                | 2                  | 1                  | -           | -           | -           | 29     | 15     |
| 1997-1998       | Al-Ahly                | PL              | 26         | 9          | CE              | 0               | 0               | ACC+CCL            | 1+1                | 1+1                | SA          | 3           | 0           | 31     | 11     |
| 1998-1999       | Al-Ahly                | PL              | 24         | 15         | CE              | 1               | 0               | ACC+CCL            | 2+6                | 2+6                | SA          | 0           | 0           | 33     | 23     |
| 1999-feb. 2000  | Al-Ahly                | PL              | 6          | 3          | CE              | 0               | 0               | ACC+CCL            | 0                  | 0                  | -           | -           | -           | 6      | 3      |
| Totale Al-Ahly  | Totale Al-Ahly         | Totale Al-Ahly  | 231        | 109        |                 | 18              | 7               |                    | 43                 | 24                 |             | 6           | 2           | 298    | 142    |
| feb.-giu. 2000  | Al-Ain                 | PL              | 10         | 3          | -               | -               | -               | -                  | -                  | -                  | -           | -           | -           | 10     | 3      |
| 2000-2001       | Zamalek                | PL              | 16         | 7          | CE              | 1               | 0               | ACC+CdC            | 2+6                | 2+3                | SA          | 1           | 0           | 26     | 12     |
| 2001-2002       | Zamalek                | PL              | 21         | 18         | CE              | 3               | 1               | CCL                | 13                 | 6                  | SE          | 1           | 1           | 38     | 26     |
| 2002-2003       | Zamalek                | PL              | 15         | 9          | CE              | 3               | 1               | CCL                | 2                  | 1                  | SE+SA       | 1+0         | 0           | 21     | 11     |
| 2003-2004       | Zamalek                | PL              | 9          | 4          | CE              | 0               | 0               | ACC+ACC+CCL        | 4+6+1              | 1+0+0              | SE+SA       | 1+1         | 0           | 22     | 5      |
| Totale Zamalek  | Totale Zamalek         | Totale Zamalek  | 61         | 38         |                 | 7               | 2               |                    | 34                 | 13                 |             | 5           | 1           | 107    | 54     |
| 2004-2005       | Al-Masry               | PL              | 25         | 10         | CE              | 6               | 3               | -                  | -                  | -                  | -           | -           | -           | 31     | 13     |
| 2005-2006       | Al-Masry               | PL              | 22         | 5          | CE              | 0               | 0               | -                  | -                  | -                  | -           | -           | -           | 22     | 5      |
| Totale Al-Masry | Totale Al-Masry        | Totale Al-Masry | 47         | 15         |                 | 6               | 3               |                    | -                  | -                  |             | -           | -           | 53     | 18     |
| 2006-2007       | Tersana                | PL              | 21         | 6          | CE              | 1               | 0               | -                  | -                  | -                  | -           | -           | -           | 22     | 6      |
| 2007-2008       | Al-Ittihad Alessandria | PL              | 5          | 0          | CE              | 0               | 0               | -                  | -                  | -                  | -           | -           | -           | 5      | 0      |
| Totale carriera | Totale carriera        | Totale carriera | 402        | 179        |                 | 34              | 13              |                    | 81                 | 41                 |             | 11          | 3           | 528    | 236    |

### Cronologia presenze e reti in nazionale
| Cronologia completa delle presenze e delle reti in nazionale ― Egitto | Cronologia completa delle presenze e delle reti in nazionale ― Egitto | Cronologia completa delle presenze e delle reti in nazionale ― Egitto | Cronologia completa delle presenze e delle reti in nazionale ― Egitto | Cronologia completa delle presenze e delle reti in nazionale ― Egitto | Cronologia completa delle presenze e delle reti in nazionale ― Egitto | Cronologia completa delle presenze e delle reti in nazionale ― Egitto | Cronologia completa delle presenze e delle reti in nazionale ― Egitto |
| Data                                                                  | Città                                                                 | In casa                                                               | Risultato                                                             | Ospiti                                                                | Competizione                                                          | Reti                                                                  | Note                                                                  |
| --------------------------------------------------------------------- | --------------------------------------------------------------------- | --------------------------------------------------------------------- | --------------------------------------------------------------------- | --------------------------------------------------------------------- | --------------------------------------------------------------------- | --------------------------------------------------------------------- | --------------------------------------------------------------------- |
| 10-9-1985                                                             | Oslo                                                                  | Norvegia                                                              | 3 – 0                                                                 | Egitto                                                                | Amichevole                                                            | -                                                                     |                                                                       |
| 2-3-1986                                                              | Alessandria d'Egitto                                                  | Egitto                                                                | 0 – 1                                                                 | Romania                                                               | Amichevole                                                            | -                                                                     | 82’                                                                   |
| 7-3-1986                                                              | Il Cairo                                                              | Egitto                                                                | 0 – 1                                                                 | Senegal                                                               | Coppa d'Africa 1986 - 1º turno                                        | -                                                                     | 68’                                                                   |
| 17-4-1986                                                             | Il Cairo                                                              | Egitto                                                                | 6 – 0                                                                 | Tanzania                                                              | Amichevole                                                            | -                                                                     |                                                                       |
| 4-8-1987                                                              | Nairobi                                                               | Costa d'Avorio                                                        | 1 – 2                                                                 | Egitto                                                                | Giochi Africani 1987 - 1º turno                                       | -                                                                     | 89’                                                                   |
| 6-8-1987                                                              | Nairobi                                                               | Egitto                                                                | 1 – 2                                                                 | Malawi                                                                | Giochi Africani 1987 - 1º turno                                       | -                                                                     |                                                                       |
| 9-8-1987                                                              | Nairobi                                                               | Camerun                                                               | 1 – 1                                                                 | Egitto                                                                | Giochi Africani 1987 - Quarti di finale                               | -                                                                     | 72’                                                                   |
| 12-8-1987                                                             | Nairobi                                                               | Egitto                                                                | 1 – 0                                                                 | Kenya                                                                 | Giochi Africani 1987 - Semifinale                                     | -                                                                     | 44’                                                                   |
| 7-11-1987                                                             | Al Kuwait                                                             | Kuwait                                                                | 1 – 2                                                                 | Egitto                                                                | Amichevole                                                            | -                                                                     | 68’                                                                   |
| 3-2-1988                                                              | Il Cairo                                                              | Egitto                                                                | 1 – 0                                                                 | Bulgaria                                                              | Amichevole                                                            | -                                                                     | 46’                                                                   |
| 26-2-1988                                                             | Abu Dhabi                                                             | Emirati Arabi Uniti                                                   | 1 – 1                                                                 | Egitto                                                                | Amichevole                                                            | -                                                                     |                                                                       |
| 14-3-1988                                                             | Casablanca                                                            | Camerun                                                               | 1 – 0                                                                 | Egitto                                                                | Coppa d'Africa 1988 - 1º turno                                        | -                                                                     |                                                                       |
| 17-3-1988                                                             | Rabat                                                                 | Egitto                                                                | 3 – 0                                                                 | Kenya                                                                 | Coppa d'Africa 1988 - 1º turno                                        | -                                                                     |                                                                       |
| 20-3-1988                                                             | Marrakech                                                             | Nigeria                                                               | 0 – 0                                                                 | Egitto                                                                | Coppa d'Africa 1988 - 1º turno                                        | -                                                                     | 58’                                                                   |
| 13-7-1988                                                             | Amman                                                                 | Egitto                                                                | 1 – 0                                                                 | Tunisia                                                               | Coppa araba 1988 - 1º turno                                           | -                                                                     |                                                                       |
| 15-7-1988                                                             | Amman                                                                 | Libano                                                                | 0 – 3                                                                 | Egitto                                                                | Coppa araba 1988 - 1º turno                                           | 1                                                                     |                                                                       |
| 17-7-1988                                                             | Amman                                                                 | Iraq                                                                  | 0 – 0                                                                 | Egitto                                                                | Coppa araba 1988 - 1º turno                                           | -                                                                     |                                                                       |
| 19-7-1988                                                             | Amman                                                                 | Siria                                                                 | 0 – 0 dts (4 – 3 dtr)                                                 | Egitto                                                                | Coppa araba 1988 - Semifinale                                         | -                                                                     |                                                                       |
| 21-7-1988                                                             | Amman                                                                 | Giordania                                                             | 0 – 2                                                                 | Egitto                                                                | Coppa araba 1988 - Finale 3º posto                                    | 1                                                                     |                                                                       |
| 14-11-1988                                                            | Riyadh                                                                | Arabia Saudita                                                        | 0 – 0                                                                 | Egitto                                                                | Amichevole                                                            | -                                                                     |                                                                       |
| 15-11-1988                                                            | Al Kuwait                                                             | Kuwait                                                                | 2 – 2                                                                 | Egitto                                                                | Amichevole                                                            | -                                                                     |                                                                       |
| 6-12-1988                                                             | Casablanca                                                            | Marocco                                                               | 0 – 0                                                                 | Egitto                                                                | Amichevole                                                            | -                                                                     |                                                                       |
| 13-2-1989                                                             | Il Cairo                                                              | Egitto                                                                | 0 – 4                                                                 | Germania Est                                                          | Amichevole                                                            | -                                                                     | 46’                                                                   |
| 15-3-1989                                                             | Tunisi                                                                | Tunisia                                                               | 0 – 0                                                                 | Egitto                                                                | Amichevole                                                            | -                                                                     |                                                                       |
| 9-4-1989                                                              | Addis Abeba                                                           | Etiopia                                                               | 1 – 0                                                                 | Egitto                                                                | Qual. Coppa d'Africa 1990                                             | -                                                                     |                                                                       |
| 21-4-1989                                                             | Il Cairo                                                              | Egitto                                                                | 6 – 1                                                                 | Etiopia                                                               | Qual. Coppa d'Africa 1990                                             | 2                                                                     |                                                                       |
| 29-5-1989                                                             | Il Cairo                                                              | Egitto                                                                | 1 – 0                                                                 | Tunisia                                                               | Amichevole                                                            | -                                                                     |                                                                       |
| 3-6-1989                                                              | Il Cairo                                                              | Egitto                                                                | 2 – 0                                                                 | Cile                                                                  | Amichevole                                                            | -                                                                     | 46’                                                                   |
| 10-6-1989                                                             | Nairobi                                                               | Kenya                                                                 | 0 – 0                                                                 | Egitto                                                                | Qual. Mondiali 1990                                                   | -                                                                     |                                                                       |
| 25-6-1989                                                             | Monrovia                                                              | Liberia                                                               | 1 – 0                                                                 | Egitto                                                                | Qual. Mondiali 1990                                                   | -                                                                     | 28’                                                                   |
| 16-7-1989                                                             | Il Cairo                                                              | Egitto                                                                | 2 – 0                                                                 | Zaire                                                                 | Qual. Coppa d'Africa 1990                                             | 1                                                                     |                                                                       |
| 30-7-1989                                                             | Kinshasa                                                              | Zaire                                                                 | 0 – 0                                                                 | Egitto                                                                | Qual. Coppa d'Africa 1990                                             | -                                                                     |                                                                       |
| 11-8-1989                                                             | Il Cairo                                                              | Egitto                                                                | 1 – 0                                                                 | Malawi                                                                | Qual. Mondiali 1990                                                   | -                                                                     |                                                                       |
| 26-8-1989                                                             | Il Cairo                                                              | Egitto                                                                | 2 – 0                                                                 | Kenya                                                                 | Qual. Mondiali 1990                                                   | -                                                                     |                                                                       |
| 16-9-1989                                                             | Seul                                                                  | Corea del Sud                                                         | 0 – 1                                                                 | Egitto                                                                | Amichevole                                                            | 1                                                                     |                                                                       |
| 25-9-1989                                                             | Al Kuwait                                                             | Kuwait                                                                | 0 – 0                                                                 | Egitto                                                                | Amichevole                                                            | -                                                                     |                                                                       |
| 8-10-1989                                                             | Costantina                                                            | Algeria                                                               | 0 – 0                                                                 | Egitto                                                                | Qual. Mondiali 1990                                                   | -                                                                     |                                                                       |
| 3-11-1989                                                             | Doha                                                                  | Qatar                                                                 | 0 – 2                                                                 | Egitto                                                                | Amichevole                                                            | 1                                                                     |                                                                       |
| 7-11-1989                                                             | Tunisi                                                                | Tunisia                                                               | 0 – 4                                                                 | Egitto                                                                | Amichevole                                                            | -                                                                     | 46’                                                                   |
| 17-11-1989                                                            | Il Cairo                                                              | Egitto                                                                | 1 – 0                                                                 | Algeria                                                               | Qual. Mondiali 1990                                                   | 1                                                                     |                                                                       |
| 14-2-1990                                                             | Il Cairo                                                              | Egitto                                                                | 0 – 0                                                                 | Danimarca                                                             | Amichevole                                                            | -                                                                     |                                                                       |
| 18-2-1990                                                             | Il Cairo                                                              | Egitto                                                                | 0 – 0                                                                 | Corea del Sud                                                         | Amichevole                                                            | -                                                                     |                                                                       |
| 28-2-1990                                                             | Il Cairo                                                              | Egitto                                                                | 0 – 0                                                                 | Austria                                                               | Amichevole                                                            | -                                                                     |                                                                       |
| 28-3-1990                                                             | Il Cairo                                                              | Egitto                                                                | 1 – 3                                                                 | Romania                                                               | Amichevole                                                            | -                                                                     |                                                                       |
| 4-4-1990                                                              | Brno                                                                  | Cecoslovacchia                                                        | 0 – 1                                                                 | Egitto                                                                | Amichevole                                                            | -                                                                     |                                                                       |
| 11-4-1990                                                             | Chemnitz                                                              | Germania Est                                                          | 2 – 0                                                                 | Egitto                                                                | Amichevole                                                            | -                                                                     |                                                                       |
| 16-5-1990                                                             | Aberdeen                                                              | Scozia                                                                | 1 – 3                                                                 | Egitto                                                                | Amichevole                                                            | 1                                                                     | 46’                                                                   |
| 21-5-1990                                                             | Bucarest                                                              | Romania                                                               | 1 – 0                                                                 | Egitto                                                                | Amichevole                                                            | -                                                                     |                                                                       |
| 26-5-1990                                                             | Il Cairo                                                              | Egitto                                                                | 1 – 1                                                                 | Colombia                                                              | Amichevole                                                            | 1                                                                     |                                                                       |
| 12-6-1990                                                             | Palermo                                                               | Paesi Bassi                                                           | 1 – 1                                                                 | Egitto                                                                | Mondiali 1990 - 1º turno                                              | -                                                                     |                                                                       |
| 17-6-1990                                                             | Palermo                                                               | Egitto                                                                | 0 – 0                                                                 | Irlanda                                                               | Mondiali 1990 - 1º turno                                              | -                                                                     |                                                                       |
| 22-6-1990                                                             | Cagliari                                                              | Inghilterra                                                           | 1 – 0                                                                 | Egitto                                                                | Mondiali 1990 - 1º turno                                              | -                                                                     |                                                                       |
| 17-8-1990                                                             | Il Cairo                                                              | Egitto                                                                | 2 – 0                                                                 | Etiopia                                                               | Qual. Coppa d'Africa 1992                                             | 1                                                                     |                                                                       |
| 2-9-1990                                                              | N'Djamena                                                             | Ciad                                                                  | 0 – 0                                                                 | Egitto                                                                | Qual. Coppa d'Africa 1992                                             | -                                                                     |                                                                       |
| 14-4-1991                                                             | Tunisi                                                                | Tunisia                                                               | 2 – 2                                                                 | Egitto                                                                | Qual. Coppa d'Africa 1992                                             | -                                                                     |                                                                       |
| 7-6-1991                                                              | Seul                                                                  | Corea del Sud                                                         | 0 – 0                                                                 | Egitto                                                                | Amichevole                                                            | -                                                                     |                                                                       |
| 9-6-1991                                                              | Seul                                                                  | Egitto                                                                | 5 – 2                                                                 | Malta                                                                 | Amichevole                                                            | 1                                                                     |                                                                       |
| 11-6-1991                                                             | Seul                                                                  | Egitto                                                                | 6 – 0                                                                 | Indonesia                                                             | Amichevole                                                            | 1                                                                     |                                                                       |
| 12-7-1991                                                             | Il Cairo                                                              | Egitto                                                                | 5 – 1                                                                 | Ciad                                                                  | Qual. Coppa d'Africa 1992                                             | 1                                                                     |                                                                       |
| 26-7-1991                                                             | Il Cairo                                                              | Egitto                                                                | 2 – 2                                                                 | Tunisia                                                               | Qual. Coppa d'Africa 1992                                             | -                                                                     |                                                                       |
| 3-12-1991                                                             | Il Cairo                                                              | Egitto                                                                | 4 – 0                                                                 | Polonia                                                               | Amichevole                                                            | -                                                                     |                                                                       |
| 5-12-1991                                                             | Porto Said                                                            | Egitto                                                                | 0 – 0                                                                 | Polonia                                                               | Amichevole                                                            | -                                                                     | 46’                                                                   |
| 22-12-1991                                                            | Il Cairo                                                              | Egitto                                                                | 3 – 1                                                                 | Romania                                                               | Amichevole                                                            | 1                                                                     |                                                                       |
| 24-12-1991                                                            | Porto Said                                                            | Egitto                                                                | 1 – 1                                                                 | Romania                                                               | Amichevole                                                            | -                                                                     | 69’                                                                   |
| 4-1-1992                                                              | Il Cairo                                                              | Egitto                                                                | 2 – 0                                                                 | Cecoslovacchia                                                        | Amichevole                                                            | -                                                                     |                                                                       |
| 13-1-1992                                                             | Ziguinchor                                                            | Zambia                                                                | 1 – 0                                                                 | Egitto                                                                | Coppa d'Africa 1992 - 1º turno                                        | -                                                                     |                                                                       |
| 17-1-1992                                                             | Ziguinchor                                                            | Egitto                                                                | 0 – 1                                                                 | Ghana                                                                 | Coppa d'Africa 1992 - 1º turno                                        | -                                                                     | 49’                                                                   |
| 19-7-1992                                                             | Douala                                                                | Camerun                                                               | 0 – 1                                                                 | Egitto                                                                | Amichevole                                                            | -                                                                     |                                                                       |
| 22-7-1992                                                             | Yaoundé                                                               | Camerun                                                               | 0 – 1                                                                 | Egitto                                                                | Amichevole                                                            | 1                                                                     |                                                                       |
| 26-7-1992                                                             | Abidjan                                                               | Costa d'Avorio                                                        | 2 – 0                                                                 | Egitto                                                                | Amichevole                                                            | -                                                                     |                                                                       |
| 15-8-1992                                                             | Blantyre                                                              | Malawi                                                                | 1 – 0                                                                 | Egitto                                                                | Qual. Coppa d'Africa 1994                                             | -                                                                     |                                                                       |
| 11-10-1992                                                            | Il Cairo                                                              | Egitto                                                                | 1 – 0                                                                 | Angola                                                                | Qual. Mondiali 1994                                                   | 1                                                                     |                                                                       |
| 25-10-1992                                                            | Lomé                                                                  | Togo                                                                  | 1 – 4                                                                 | Egitto                                                                | Qual. Mondiali 1994                                                   | 2                                                                     |                                                                       |
| 8-11-1992                                                             | Casablanca                                                            | Marocco                                                               | 0 – 0                                                                 | Egitto                                                                | Qual. Coppa d'Africa 1994                                             | -                                                                     |                                                                       |
| 20-11-1992                                                            | Il Cairo                                                              | Egitto                                                                | 1 – 1                                                                 | Kuwait                                                                | Amichevole                                                            | -                                                                     |                                                                       |
| 20-12-1992                                                            | Harare                                                                | Zimbabwe                                                              | 2 – 1                                                                 | Egitto                                                                | Qual. Mondiali 1994                                                   | -                                                                     |                                                                       |
| 18-1-1993                                                             | Luanda                                                                | Angola                                                                | 0 – 0                                                                 | Egitto                                                                | Qual. Mondiali 1994                                                   | -                                                                     |                                                                       |
| 31-1-1993                                                             | Il Cairo                                                              | Egitto                                                                | 3 – 0                                                                 | Togo                                                                  | Qual. Mondiali 1994                                                   | 1                                                                     | 75’                                                                   |
| 28-2-1993                                                             | Porto Said                                                            | Egitto                                                                | 2 – 1                                                                 | Zimbabwe                                                              | Qual. Mondiali 1994                                                   | 1                                                                     |                                                                       |
| 4-4-1993                                                              | Il Cairo                                                              | Egitto                                                                | 3 – 1                                                                 | Kuwait                                                                | Amichevole                                                            | -                                                                     |                                                                       |
| 10-4-1993                                                             | Il Cairo                                                              | Egitto                                                                | 2 – 1                                                                 | Mali                                                                  | Qual. Coppa d'Africa 1994                                             | 1                                                                     |                                                                       |
| 15-4-1993                                                             | Lione                                                                 | Zimbabwe                                                              | 0 – 0                                                                 | Egitto                                                                | Qual. Mondiali 1994                                                   | -                                                                     |                                                                       |
| 23-4-1993                                                             | Alessandria d'Egitto                                                  | Egitto                                                                | 2 – 0                                                                 | Malawi                                                                | Qual. Coppa d'Africa 1994                                             | -                                                                     |                                                                       |
| 5-11-1993                                                             | Il Cairo                                                              | Egitto                                                                | 3 – 0                                                                 | Malta                                                                 | Amichevole                                                            | 1                                                                     |                                                                       |
| 7-11-1993                                                             | Tunisi                                                                | Tunisia                                                               | 2 – 0                                                                 | Egitto                                                                | Amichevole                                                            | -                                                                     |                                                                       |
| 2-2-1994                                                              | Sharjah                                                               | Egitto                                                                | 1 – 1                                                                 | Marocco                                                               | Amichevole                                                            | 1                                                                     |                                                                       |
| 4-2-1994                                                              | Dubai                                                                 | Egitto                                                                | 1 – 0                                                                 | Slovacchia                                                            | Amichevole                                                            | 1                                                                     |                                                                       |
| 6-2-1994                                                              | Dubai                                                                 | Emirati Arabi Uniti                                                   | 0 – 1                                                                 | Egitto                                                                | Amichevole                                                            | 1                                                                     |                                                                       |
| 19-8-1994                                                             | Il Cairo                                                              | Egitto                                                                | 2 – 1                                                                 | Mali                                                                  | Amichevole                                                            | 2                                                                     |                                                                       |
| 21-8-1994                                                             | Porto Said                                                            | Egitto                                                                | 0 – 1                                                                 | Mali                                                                  | Amichevole                                                            | -                                                                     | 46’                                                                   |
| 23-8-1994                                                             | Il Cairo                                                              | Egitto                                                                | 2 – 0                                                                 | Ghana                                                                 | Amichevole                                                            | 2                                                                     | 85’                                                                   |
| 14-10-1994                                                            | Il Cairo                                                              | Egitto                                                                | 5 – 1                                                                 | Tanzania                                                              | Qual. Coppa d'Africa 1996                                             | 1                                                                     |                                                                       |
| 11-11-1994                                                            | Assuan                                                                | Egitto                                                                | 5 – 0                                                                 | Etiopia                                                               | Qual. Coppa d'Africa 1996                                             | 2                                                                     |                                                                       |
| 2-1-1995                                                              | Radès                                                                 | Tunisia                                                               | 2 – 0                                                                 | Egitto                                                                | Amichevole                                                            | -                                                                     | 58’                                                                   |
| 8-1-1995                                                              | Algeri                                                                | Algeria                                                               | 1 – 0                                                                 | Egitto                                                                | Qual. Coppa d'Africa 1996                                             | -                                                                     |                                                                       |
| 21-1-1995                                                             | Kampala                                                               | Uganda                                                                | 0 – 0                                                                 | Egitto                                                                | Qual. Coppa d'Africa 1996                                             | -                                                                     |                                                                       |
| 7-4-1995                                                              | Alessandria d'Egitto                                                  | Egitto                                                                | 3 – 1                                                                 | Sudan                                                                 | Qual. Coppa d'Africa 1996                                             | -                                                                     | 60’                                                                   |
| 22-3-1996                                                             | Dubai                                                                 | Egitto                                                                | 0 – 0                                                                 | Emirati Arabi Uniti                                                   | Amichevole                                                            | -                                                                     | 57’                                                                   |
| 25-3-1996                                                             | Abu Dhabi                                                             | Egitto                                                                | 1 – 1                                                                 | Corea del Sud                                                         | Amichevole                                                            | -                                                                     |                                                                       |
| 4-10-1996                                                             | Il Cairo                                                              | Egitto                                                                | 1 – 1                                                                 | Marocco                                                               | Qual. Coppa d'Africa 1998                                             | 1                                                                     | [ 48 ]                                                                |
| 1-11-1996                                                             | Il Cairo                                                              | Egitto                                                                | 0 – 0                                                                 | Mali                                                                  | Amichevole                                                            | -                                                                     |                                                                       |
| 8-11-1996                                                             | Il Cairo                                                              | Egitto                                                                | 7 – 1                                                                 | Namibia                                                               | Qual. Mondiali 1998                                                   | 2                                                                     |                                                                       |
| 5-1-1997                                                              | Alessandria d'Egitto                                                  | Egitto                                                                | 2 – 0                                                                 | Bielorussia                                                           | Amichevole                                                            | 1                                                                     | 71’ 75’                                                               |
| 12-1-1997                                                             | Tunisi                                                                | Tunisia                                                               | 1 – 0                                                                 | Egitto                                                                | Qual. Mondiali 1998                                                   | -                                                                     | 19’                                                                   |
| 18-2-1997                                                             | Al Kuwait                                                             | Kuwait                                                                | 2 – 0                                                                 | Egitto                                                                | Amichevole                                                            | -                                                                     |                                                                       |
| 23-2-1997                                                             | Addis Abeba                                                           | Etiopia                                                               | 1 – 1                                                                 | Egitto                                                                | Qual. Coppa d'Africa 1998                                             | -                                                                     |                                                                       |
| 6-4-1997                                                              | Accra                                                                 | Liberia                                                               | 1 – 0                                                                 | Egitto                                                                | Qual. Mondiali 1998                                                   | -                                                                     |                                                                       |
| 26-4-1997                                                             | Windhoek                                                              | Namibia                                                               | 2 – 3                                                                 | Egitto                                                                | Qual. Mondiali 1998                                                   | 2                                                                     |                                                                       |
| 8-6-1997                                                              | Il Cairo                                                              | Egitto                                                                | 0 – 0                                                                 | Tunisia                                                               | Qual. Mondiali 1998                                                   | -                                                                     |                                                                       |
| 12-6-1997                                                             | Seul                                                                  | Corea del Sud                                                         | 3 – 1                                                                 | Egitto                                                                | Amichevole                                                            | -                                                                     |                                                                       |
| 14-6-1997                                                             | Suwon                                                                 | Jugoslavia                                                            | 0 – 0                                                                 | Egitto                                                                | Amichevole                                                            | -                                                                     |                                                                       |
| 16-6-1997                                                             | Seul                                                                  | Ghana                                                                 | 0 – 2                                                                 | Egitto                                                                | Amichevole                                                            | -                                                                     |                                                                       |
| 21-6-1997                                                             | Casablanca                                                            | Marocco                                                               | 0 – 1                                                                 | Egitto                                                                | Qual. Coppa d'Africa 1998                                             | -                                                                     |                                                                       |
| 27-7-1997                                                             | Il Cairo                                                              | Egitto                                                                | 8 – 1                                                                 | Etiopia                                                               | Qual. Coppa d'Africa 1998                                             | 1                                                                     |                                                                       |
| 17-8-1997                                                             | Assuan                                                                | Egitto                                                                | 5 – 0                                                                 | Liberia                                                               | Qual. Mondiali 1998                                                   | -                                                                     |                                                                       |
| 3-12-1997                                                             | Il Cairo                                                              | Egitto                                                                | 3 – 2                                                                 | Ghana                                                                 | Amichevole                                                            | -                                                                     |                                                                       |
| 18-12-1997                                                            | Assuan                                                                | Egitto                                                                | 7 – 2                                                                 | Togo                                                                  | Amichevole                                                            | 2                                                                     |                                                                       |
| 20-12-1997                                                            | Assuan                                                                | Egitto                                                                | 1 – 2                                                                 | Algeria                                                               | Amichevole                                                            | -                                                                     |                                                                       |
| 22-12-1997                                                            | Assuan                                                                | Egitto                                                                | 2 – 0                                                                 | Camerun                                                               | Amichevole                                                            | -                                                                     |                                                                       |
| 24-12-1997                                                            | Alessandria d'Egitto                                                  | Egitto                                                                | 1 – 2                                                                 | Algeria                                                               | Amichevole                                                            | -                                                                     |                                                                       |
| 25-1-1998                                                             | Bangkok                                                               | Thailandia                                                            | 1 – 1                                                                 | Egitto                                                                | Amichevole                                                            | -                                                                     | Cap.                                                                  |
| 27-1-1998                                                             | Bangkok                                                               | Corea del Sud                                                         | 2 – 0                                                                 | Egitto                                                                | Amichevole                                                            | -                                                                     |                                                                       |
| 31-1-1998                                                             | Bangkok                                                               | Egitto                                                                | 1 – 1 (5 – 4 dtr)                                                     | Corea del Sud                                                         | Amichevole                                                            | 1                                                                     |                                                                       |
| 10-2-1998                                                             | Bobo-Dioulasso                                                        | Egitto                                                                | 2 – 0                                                                 | Mozambico                                                             | Coppa d'Africa 1998 - 1º turno                                        | 2                                                                     | Cap.                                                                  |
| 13-2-1998                                                             | Bobo-Dioulasso                                                        | Egitto                                                                | 4 – 0                                                                 | Zambia                                                                | Coppa d'Africa 1998 - 1º turno                                        | 3                                                                     | Cap.                                                                  |
| 17-2-1998                                                             | Ouagadougou                                                           | Marocco                                                               | 1 – 0                                                                 | Egitto                                                                | Coppa d'Africa 1998 - 1º turno                                        | -                                                                     | Cap.                                                                  |
| 21-2-1998                                                             | Ouagadougou                                                           | Costa d'Avorio                                                        | 0 – 0 dts (4 – 5 dtr)                                                 | Egitto                                                                | Coppa d'Africa 1998 - Quarti di finale                                | -                                                                     | Cap.                                                                  |
| 25-2-1998                                                             | Bobo-Dioulasso                                                        | Egitto                                                                | 2 – 0                                                                 | Burkina Faso                                                          | Coppa d'Africa 1998 - Semifinale                                      | 2                                                                     | Cap. 82’                                                              |
| 28-2-1998                                                             | Ouagadougou                                                           | Sudafrica                                                             | 0 – 2                                                                 | Egitto                                                                | Coppa d'Africa 1998 - Finale                                          | -                                                                     | Cap.                                                                  |
| 16-9-1998                                                             | Il Cairo                                                              | Egitto                                                                | 0 – 0                                                                 | Costa d'Avorio                                                        | Amichevole                                                            | -                                                                     |                                                                       |
| 23-9-1998                                                             | Tallinn                                                               | Estonia                                                               | 2 – 2                                                                 | Egitto                                                                | Amichevole                                                            | 1                                                                     |                                                                       |
| 29-9-1998                                                             | Kumanovo                                                              | Macedonia                                                             | 2 – 2                                                                 | Egitto                                                                | Amichevole                                                            | 1                                                                     |                                                                       |
| 28-10-1998                                                            | Osaka                                                                 | Giappone                                                              | 1 – 0                                                                 | Egitto                                                                | Amichevole                                                            | -                                                                     | 66’                                                                   |
| 18-11-1998                                                            | Oslo                                                                  | Norvegia                                                              | 1 – 1                                                                 | Egitto                                                                | Amichevole                                                            | 1                                                                     | Cap.                                                                  |
| 16-12-1998                                                            | Johannesburg                                                          | Sudafrica                                                             | 2 – 1                                                                 | Egitto                                                                | Amichevole                                                            | 1                                                                     | Cap.                                                                  |
| 27-12-1998                                                            | Al Kuwait                                                             | Kuwait                                                                | 1 – 1                                                                 | Egitto                                                                | Amichevole                                                            | 1                                                                     |                                                                       |
| 16-2-1999                                                             | Hong Kong                                                             | Egitto                                                                | 3 – 1                                                                 | Bulgaria                                                              | Amichevole                                                            | 2                                                                     | Cap.                                                                  |
| 19-2-1999                                                             | Hong Kong                                                             | Messico                                                               | 3 – 0                                                                 | Egitto                                                                | Amichevole                                                            | -                                                                     |                                                                       |
| 30-3-1999                                                             | Liegi                                                                 | Belgio                                                                | 0 – 1                                                                 | Egitto                                                                | Amichevole                                                            | -                                                                     | Cap.                                                                  |
| 13-6-1999                                                             | Seul                                                                  | Croazia                                                               | 2 – 2                                                                 | Egitto                                                                | Amichevole                                                            | 2                                                                     | 56’                                                                   |
| 25-7-1999                                                             | La Paz                                                                | Bolivia                                                               | 2 – 2                                                                 | Egitto                                                                | Conf. Cup 1999 - 1º turno                                             | -                                                                     | Cap. 61’                                                              |
| 15-11-1999                                                            | Il Cairo                                                              | Egitto                                                                | 1 – 0                                                                 | Namibia                                                               | Amichevole                                                            | -                                                                     |                                                                       |
| 4-1-2000                                                              | Assuan                                                                | Egitto                                                                | 2 – 1                                                                 | Togo                                                                  | Amichevole                                                            | -                                                                     | 46’                                                                   |
| 6-1-2000                                                              | Assuan                                                                | Egitto                                                                | 4 – 0                                                                 | Gabon                                                                 | Amichevole                                                            | 1                                                                     |                                                                       |
| 19-1-2000                                                             | Lomé                                                                  | Togo                                                                  | 1 – 0                                                                 | Egitto                                                                | Amichevole                                                            | -                                                                     |                                                                       |
| 23-1-2000                                                             | Kano                                                                  | Egitto                                                                | 2 – 0                                                                 | Zambia                                                                | Coppa d'Africa 2000 - 1º turno                                        | 1                                                                     | Cap.                                                                  |
| 28-1-2000                                                             | Kano                                                                  | Senegal                                                               | 0 – 1                                                                 | Egitto                                                                | Coppa d'Africa 2000 - 1º turno                                        | 1                                                                     | Cap.                                                                  |
| 1-2-2000                                                              | Kano                                                                  | Egitto                                                                | 4 – 2                                                                 | Burkina Faso                                                          | Coppa d'Africa 2000 - 1º turno                                        | 1                                                                     | Cap.                                                                  |
| 7-2-2000                                                              | Kano                                                                  | Tunisia                                                               | 1 – 0                                                                 | Egitto                                                                | Coppa d'Africa 2000 - Quarti di finale                                | -                                                                     | Cap.                                                                  |
| 20-4-2000                                                             | Il Cairo                                                              | Egitto                                                                | 2 – 0                                                                 | Mauritius                                                             | Qual. Mondiali 2002                                                   | -                                                                     | Cap. 85’                                                              |
| 7-6-2000                                                              | Teheran                                                               | Iran                                                                  | 1 – 1 (7 – 8 dtr)                                                     | Egitto                                                                | Amichevole                                                            | 1                                                                     | 80’                                                                   |
| 9-6-2000                                                              | Seul                                                                  | Corea del Sud                                                         | 1 – 0                                                                 | Egitto                                                                | Amichevole                                                            | -                                                                     | 71’                                                                   |
| 17-6-2000                                                             | Il Cairo                                                              | Egitto                                                                | 2 – 0                                                                 | Ghana                                                                 | Amichevole                                                            | -                                                                     |                                                                       |
| 9-7-2000                                                              | Dakar                                                                 | Senegal                                                               | 0 – 0                                                                 | Egitto                                                                | Qual. Mondiali 2002                                                   | -                                                                     |                                                                       |
| 25-8-2000                                                             | Porto Said                                                            | Egitto                                                                | 2 – 1                                                                 | Kenya                                                                 | Amichevole                                                            | 1                                                                     |                                                                       |
| 2-9-2000                                                              | Alessandria d'Egitto                                                  | Egitto                                                                | 1 – 0                                                                 | Costa d'Avorio                                                        | Qual. Coppa d'Africa 2002                                             | -                                                                     | 39’                                                                   |
| 2-10-2000                                                             | Doha                                                                  | Qatar                                                                 | 0 – 1                                                                 | Egitto                                                                | Amichevole                                                            | -                                                                     |                                                                       |
| 8-10-2000                                                             | Khartum                                                               | Sudan                                                                 | 0 – 1                                                                 | Egitto                                                                | Qual. Coppa d'Africa 2002                                             | 1                                                                     |                                                                       |
| 6-1-2001                                                              | Il Cairo                                                              | Egitto                                                                | 2 – 1                                                                 | Emirati Arabi Uniti                                                   | Amichevole                                                            | -                                                                     |                                                                       |
| 9-1-2001                                                              | Il Cairo                                                              | Egitto                                                                | 3 – 0                                                                 | Zambia                                                                | Amichevole                                                            | -                                                                     | Cap.                                                                  |
| 14-1-2001                                                             | Porto Said                                                            | Egitto                                                                | 4 – 0                                                                 | Libia                                                                 | Qual. Coppa d'Africa 2002                                             | -                                                                     |                                                                       |
| 17-1-2001                                                             | Shanghai                                                              | Cina                                                                  | 0 – 0 (1 – 3 dtr)                                                     | Egitto                                                                | Amichevole                                                            | -                                                                     |                                                                       |
| 23-1-2001                                                             | Il Cairo                                                              | Egitto                                                                | 1 – 0                                                                 | Corea del Nord                                                        | Amichevole                                                            | -                                                                     | 46’                                                                   |
| 28-1-2001                                                             | Il Cairo                                                              | Egitto                                                                | 0 – 0                                                                 | Marocco                                                               | Qual. Mondiali 2002                                                   | -                                                                     | Cap. 75’                                                              |
| 24-2-2001                                                             | Windhoek                                                              | Namibia                                                               | 1 – 1                                                                 | Egitto                                                                | Qual. Mondiali 2002                                                   | -                                                                     | Cap. 78’                                                              |
| 26-4-2001                                                             | Il Cairo                                                              | Egitto                                                                | 1 – 2                                                                 | Corea del Sud                                                         | Amichevole                                                            | -                                                                     | 79’                                                                   |
| 6-1-2002                                                              | Il Cairo                                                              | Egitto                                                                | 1 – 2                                                                 | Mali                                                                  | Amichevole                                                            | -                                                                     | 50’                                                                   |
| 31-1-2002                                                             | Bamako                                                                | Egitto                                                                | 2 – 1                                                                 | Zambia                                                                | Coppa d'Africa 2002 - 1º turno                                        | -                                                                     | Cap. 80’                                                              |
| 4-2-2002                                                              | Sikasso                                                               | Camerun                                                               | 1 – 0                                                                 | Egitto                                                                | Coppa d'Africa 2002 - Quarti di finale                                | -                                                                     | 66’ 82’                                                               |
| 31-3-2004                                                             | Il Cairo                                                              | Egitto                                                                | 2 – 1                                                                 | Trinidad e Tobago                                                     | Amichevole                                                            | -                                                                     | 46’                                                                   |
| 24-5-2004                                                             | Il Cairo                                                              | Egitto                                                                | 2 – 0                                                                 | Zimbabwe                                                              | Amichevole                                                            | -                                                                     | 70’                                                                   |
| 29-5-2004                                                             | Assuan                                                                | Egitto                                                                | 2 – 0                                                                 | Gabon                                                                 | Amichevole                                                            | 2                                                                     | 75’                                                                   |
| 27-12-2005                                                            | Il Cairo                                                              | Egitto                                                                | 2 – 0                                                                 | Uganda                                                                | Amichevole                                                            | -                                                                     | 76’                                                                   |
| 5-1-2006                                                              | Alessandria d'Egitto                                                  | Egitto                                                                | 2 – 0                                                                 | Zimbabwe                                                              | Amichevole                                                            | -                                                                     |                                                                       |
| 28-1-2006                                                             | Il Cairo                                                              | Egitto                                                                | 3 – 1                                                                 | Costa d'Avorio                                                        | Coppa d'Africa 2006 - 1º turno                                        | -                                                                     | 24’                                                                   |
| 3-2-2006                                                              | Il Cairo                                                              | Egitto                                                                | 4 – 1                                                                 | RD del Congo                                                          | Coppa d'Africa 2006 - Quarti di finale                                | 1                                                                     | Cap. 66’                                                              |
| 7-2-2006                                                              | Il Cairo                                                              | Senegal                                                               | 1 – 2                                                                 | Egitto                                                                | Coppa d'Africa 2006 - Semifinale                                      | -                                                                     | 90’                                                                   |
| Totale                                                                |                                                                       | Presenze (2º posto)                                                   | 177                                                                   |                                                                       | Reti (1º posto)                                                       | 69                                                                    |                                                                       |

### Statistiche da allenatore

#### Club
Statistiche aggiornate al 7 maggio 2023.
| Stagione                      | Squadra                       | Campionato                    | Campionato | Campionato | Campionato | Campionato | Coppe nazionali | Coppe nazionali | Coppe nazionali | Coppe nazionali | Coppe nazionali | Coppe continentali | Coppe continentali | Coppe continentali | Coppe continentali | Coppe continentali | Altre coppe | Altre coppe | Altre coppe | Altre coppe | Altre coppe | Totale | Totale | Totale | Totale | % Vittorie | Piazzamento             |
| Stagione                      | Squadra                       | Comp                          | G          | V          | N          | P          | Comp            | G               | V               | N               | P               | Comp               | G                  | V                  | N                  | P                  | Comp        | G           | V           | N           | P           | G      | V      | N      | P      | %          | Piazzamento             |
| ----------------------------- | ----------------------------- | ----------------------------- | ---------- | ---------- | ---------- | ---------- | --------------- | --------------- | --------------- | --------------- | --------------- | ------------------ | ------------------ | ------------------ | ------------------ | ------------------ | ----------- | ----------- | ----------- | ----------- | ----------- | ------ | ------ | ------ | ------ | ---------- | ----------------------- |
| feb.-giu. 2008                | Al-Masry                      | PL                            | 12         | 4          | 6          | 2          | CE              | -               | -               | -               | -               | -                  | -                  | -                  | -                  | -                  | -           | -           | -           | -           | -           | 12     | 4      | 6      | 2      | 33,33      | subentrato, 9°          |
| ago.-dic. 2008                | Al-Masry                      | PL                            | 15         | 5          | 5          | 5          | CE              | 0               | 0               | 0               | 0               | -                  | -                  | -                  | -                  | -                  | -           | -           | -           | -           | -           | 15     | 5      | 5      | 5      | 33,33      | esonerato               |
| mar.-giu. 2009                | Itesalat                      | PL                            | 9          | 3          | 3          | 3          | CE              | -               | -               | -               | -               | -                  | -                  | -                  | -                  | -                  | -           | -           | -           | -           | -           | 9      | 3      | 3      | 3      | 33,33      | subentrato, 14° (retr.) |
| 2009-2010                     | Zamalek                       | PL                            | 20         | 13         | 5          | 2          | CE              | 2               | 1               | 0               | 1               | -                  | -                  | -                  | -                  | -                  | -           | -           | -           | -           | -           | 22     | 14     | 5      | 3      | 63,64      | subentrato, 2°          |
| 2010-2011                     | Zamalek                       | PL                            | 30         | 15         | 11         | 4          | CE              | 1               | 1               | 0               | 0               | CCL                | 2                  | 1                  | 0                  | 1                  | -           | -           | -           | -           | -           | 33     | 17     | 11     | 5      | 51,52      | 2°                      |
| ago.-set. 2011                | Ismaily                       | PL                            | 0          | 0          | 0          | 0          | CE              | 2               | 1               | 0               | 1               | -                  | -                  | -                  | -                  | -                  | -           | -           | -           | -           | -           | 2      | 1      | 0      | 1      | 50,00      | subentrato, esonerato   |
| gen.-feb. 2012                | Al-Masry                      | PL                            | 3          | 2          | 1          | 0          | -               | -               | -               | -               | -               | -                  | -                  | -                  | -                  | -                  | -           | -           | -           | -           | -           | 3      | 2      | 1      | 0      | 66,67      | subentrato, –           |
| feb.-mag. 2013                | Misr Lel Makasa               | PL                            | 10         | 1          | 4          | 5          | CE              | 0               | 0               | 0               | 0               | -                  | -                  | -                  | -                  | -                  | -           | -           | -           | -           | -           | 10     | 1      | 4      | 5      | 10,00      | subentrato, esonerato   |
| ago.-ott. 2014                | Zamalek                       | PL                            | 3          | 1          | 2          | 0          | CE              | 0               | 0               | 0               | 0               | CCL                | 2                  | 0                  | 0                  | 2                  | SE          | 1           | 0           | 1           | 0           | 6      | 1      | 3      | 2      | 16,67      | esonerato               |
| Totale Zamalek                | Totale Zamalek                | Totale Zamalek                | 53         | 29         | 18         | 6          |                 | 3               | 2               | 0               | 1               |                    | 4                  | 1                  | 0                  | 3                  |             | 1           | 0           | 1           | 0           | 61     | 32     | 19     | 10     | 52,46      |                         |
| 2014-2015                     | Al-Ittihad Alessandria        | PL                            | 33         | 10         | 13         | 10         | CE              | 2               | 1               | 1               | 0               | -                  | -                  | -                  | -                  | -                  | -           | -           | -           | -           | -           | 35     | 11     | 14     | 10     | 31,43      | subentrato, 14°         |
| 2015-2016                     | Al-Masry                      | PL                            | 34         | 13         | 16         | 5          | CE              | 3               | 1               | 1               | 1               | -                  | -                  | -                  | -                  | -                  | -           | -           | -           | -           | -           | 37     | 14     | 17     | 6      | 37,84      | 4°                      |
| 2016-2017                     | Al-Masry                      | PL                            | 34         | 19         | 5          | 10         | CE              | 5               | 3               | 1               | 1               | CC                 | 5                  | 2                  | 0                  | 3                  | -           | -           | -           | -           | -           | 44     | 24     | 6      | 14     | 54,55      | 4°                      |
| 2017-2018                     | Al-Masry                      | PL                            | 34         | 18         | 9          | 7          | CE              | 2               | 1               | 0               | 1               | CC                 | 16                 | 7                  | 7                  | 2                  | SE          | 1           | 0           | 0           | 1           | 53     | 26     | 16     | 11     | 49,06      | 3°                      |
| ago.-ott. 2018                | Al-Masry                      | PL                            | 7          | 2          | 4          | 1          | CE              | 0               | 0               | 0               | 0               | CC                 | 0                  | 0                  | 0                  | 0                  | -           | -           | -           | -           | -           | 7      | 2      | 4      | 1      | 28,57      | rescissione consensuale |
| 2018-gen. 2019                | Pyramids                      | PL                            | 11         | 6          | 5          | 0          | CE              | 0               | 0               | 0               | 0               | -                  | -                  | -                  | -                  | -                  | -           | -           | -           | -           | -           | 11     | 6      | 5      | 0      | 54,55      | subentrato, esonerato   |
| gen.-giu. 2019                | Smouha                        | PL                            | 11         | 4          | 1          | 6          | CE              | -               | -               | -               | -               | -                  | -                  | -                  | -                  | -                  | -           | -           | -           | -           | -           | 11     | 4      | 1      | 6      | 36,36      | subentrato, 12°         |
| 2019-gen. 2020                | Smouha                        | PL                            | 13         | 4          | 6          | 3          | CE              | 1               | 1               | 0               | 0               | -                  | -                  | -                  | -                  | -                  | -           | -           | -           | -           | -           | 14     | 5      | 6      | 3      | 35,71      | esonerato               |
| Totale Smouha                 | Totale Smouha                 | Totale Smouha                 | 24         | 8          | 7          | 9          |                 | 1               | 1               | 0               | 0               |                    | -                  | -                  | -                  | -                  |             | -           | -           | -           | -           | 25     | 9      | 7      | 9      | 36,00      |                         |
| ott.-dic. 2020                | Al-Ittihad Alessandria        | PL                            | 2          | 1          | 0          | 1          | CE              | 1               | 0               | 0               | 1               | ACC                | -                  | -                  | -                  | -                  | -           | -           | -           | -           | -           | 3      | 1      | 0      | 2      | 33,33      | subentrato, 10°         |
| 2020-2021                     | Al-Ittihad Alessandria        | PL                            | 34         | 12         | 12         | 10         | CE              | 2               | 1               | 0               | 1               | -                  | -                  | -                  | -                  | -                  | -           | -           | -           | -           | -           | 36     | 13     | 12     | 11     | 36,11      | 7°                      |
| 2021-mar. 2022                | Al-Ittihad Alessandria        | PL                            | 12         | 3          | 5          | 4          | CE              | 1               | 0               | 0               | 1               | -                  | -                  | -                  | -                  | -                  | -           | -           | -           | -           | -           | 13     | 3      | 5      | 5      | 23,08      | esonerato               |
| Totale Al-Ittihad Alessandria | Totale Al-Ittihad Alessandria | Totale Al-Ittihad Alessandria | 81         | 26         | 30         | 25         |                 | 6               | 2               | 1               | 3               |                    | -                  | -                  | -                  | -                  |             | -           | -           | -           | -           | 87     | 28     | 41     | 28     | 32,18      |                         |
| mag.-ago. 2022                | Al-Masry                      | PL                            | 13         | 4          | 6          | 3          | CE              | 2               | 2               | 0               | 0               | CC                 | -                  | -                  | -                  | -                  | -           | -           | -           | -           | -           | 15     | 6      | 6      | 3      | 40,00      | subentrato, 11°         |
| 2022-mag. 2023                | Al-Masry                      | PL                            | 21         | 7          | 9          | 5          | CE              | 0               | 0               | 0               | 0               | -                  | -                  | -                  | -                  | -                  | -           | -           | -           | -           | -           | 21     | 7      | 9      | 5      | 33,33      | subentrato, esonerato   |
| Totale Al-Masry               | Totale Al-Masry               | Totale Al-Masry               | 173        | 74         | 61         | 38         |                 | 12              | 7               | 2               | 3               |                    | 21                 | 9                  | 7                  | 5                  |             | 1           | 0           | 0           | 1           | 207    | 90     | 70     | 47     | 43,48      |                         |
| Totale carriera               | Totale carriera               | Totale carriera               | 361        | 147        | 128        | 86         |                 | 24              | 13              | 3               | 8               |                    | 25                 | 10                 | 7                  | 8                  |             | 2           | 0           | 1           | 1           | 412    | 170    | 139    | 103    | 41,26      |                         |

#### Nazionale
Statistiche aggiornate al 15 novembre 2024.
| Squadra   | Naz                  | dal             | al             | Record | Record | Record | Record     | Record | Record | Record | Record |
| G         | V                    | N               | P              | GF     | GS     | DR     | % Vittorie |        |        |        |        |
| --------- | -------------------- | --------------- | -------------- | ------ | ------ | ------ | ---------- | ------ | ------ | ------ | ------ |
| Giordania | Giordania (bandiera) | 25 giugno 2013  | 30 luglio 2014 | 18     | 8      | 7      | 3          | 19     | 18     | +1     | 44,44  |
| Egitto    | Egitto (bandiera)    | 6 febbraio 2024 | in carica      | 10     | 6      | 3      | 1          | 18     | 8      | +10    | 60,00  |
| Totale    | Totale               | Totale          | Totale         | 28     | 14     | 10     | 4          | 37     | 26     | +11    | 50,00  |

#### Nazionale giordana nel dettaglio
| 2013             | Giordania        | Qual. Coppa d'Asia 2015 | 2º nel Gruppo A, qualificato           | 2  | 0 | 2 | 0 | &0,00 | 1  | 1  | 0  |
| 2014             | Giordania        | Qual. Coppa d'Asia 2015 | 2º nel Gruppo A, qualificato           | 3  | 2 | 1 | 0 | 66,67 | 5  | 2  | +3 |
| 2013-2014        | Giordania        | WAFF Championship 2013  | 2º                                     | 4  | 2 | 1 | 1 | 50,00 | 3  | 3  | 0  |
| 2013             | Giordania        | Qual. Mondiali 2014     | 3º nel Gruppo B, eliminato ai play-off | 4  | 0 | 3 | 1 | &0,00 | 2  | 7  | -5 |
| Dal 2013 al 2014 | Giordania        | Amichevoli              | -                                      | 5  | 4 | 0 | 1 | 80,00 | 8  | 5  | +3 |
| Totale Giordania | Totale Giordania | Totale Giordania        | Totale Giordania                       | 18 | 8 | 7 | 3 | 44,44 | 19 | 18 | +1 |

#### Panchine da commissario tecnico della nazionale giordana
| Cronologia completa delle presenze e delle reti in nazionale ― Giordania | Cronologia completa delle presenze e delle reti in nazionale ― Giordania | Cronologia completa delle presenze e delle reti in nazionale ― Giordania | Cronologia completa delle presenze e delle reti in nazionale ― Giordania | Cronologia completa delle presenze e delle reti in nazionale ― Giordania | Cronologia completa delle presenze e delle reti in nazionale ― Giordania | Cronologia completa delle presenze e delle reti in nazionale ― Giordania | Cronologia completa delle presenze e delle reti in nazionale ― Giordania |
| Data                                                                     | Città                                                                    | In casa                                                                  | Risultato                                                                | Ospiti                                                                   | Competizione                                                             | Reti                                                                     | Note                                                                     |
| ------------------------------------------------------------------------ | ------------------------------------------------------------------------ | ------------------------------------------------------------------------ | ------------------------------------------------------------------------ | ------------------------------------------------------------------------ | ------------------------------------------------------------------------ | ------------------------------------------------------------------------ | ------------------------------------------------------------------------ |
| 6-8-2013                                                                 | Amman                                                                    | Giordania                                                                | 4 – 1                                                                    | Palestina                                                                | Amichevole                                                               | Hassan Abdel-Fattah Ahmad Hayel Saeed Murjan Ibrahim Al-Zawahreh         | Cap: ?                                                                   |
| 9-8-2013                                                                 | Amman                                                                    | Giordania                                                                | 2 – 1                                                                    | Libia                                                                    | Amichevole                                                               | Ahmad Hayel Saeed Murjan                                                 | Cap: ?                                                                   |
| 15-8-2013                                                                | Teheran                                                                  | Siria                                                                    | 1 – 1                                                                    | Giordania                                                                | Qual. Coppa d'Asia 2015                                                  | Mus'ab Al Laham                                                          | Cap: A.Deeb                                                              |
| 6-9-2013                                                                 | Amman                                                                    | Giordania                                                                | 1 – 1                                                                    | Uzbekistan                                                               | Qual. Mondiali 2014                                                      | Mossab Al-Laham                                                          | Cap: A.Shafi                                                             |
| 10-9-2013                                                                | Tashkent                                                                 | Uzbekistan                                                               | 1 – 1 dts (8-9 dtr)                                                      | Giordania                                                                | Qual. Mondiali 2014                                                      | Saeed Murjan                                                             | Cap: A.Deeb                                                              |
| 15-10-2013                                                               | Amman                                                                    | Giordania                                                                | 0 – 0                                                                    | Oman                                                                     | Qual. Coppa d'Asia 2015                                                  | -                                                                        | Cap: ?                                                                   |
| 28-10-2013                                                               | Amman                                                                    | Giordania                                                                | 1 – 0                                                                    | Niger                                                                    | Amichevole                                                               | Hatem Aqel (rig.)                                                        | Cap: ?                                                                   |
| 6-11-2013                                                                | Amman                                                                    | Giordania                                                                | 1 – 0                                                                    | Zambia                                                                   | Amichevole                                                               | Rakan Al-Khalidi                                                         | Cap: ?                                                                   |
| 13-11-2013                                                               | Amman                                                                    | Giordania                                                                | 0 – 5                                                                    | Uruguay                                                                  | Qual. Mondiali 2014                                                      | -                                                                        | Cap: H.Aqel                                                              |
| 21-11-2013                                                               | Montevideo                                                               | Uruguay                                                                  | 0 – 0                                                                    | Giordania                                                                | Qual. Mondiali 2014                                                      | -                                                                        | Cap: H.Aqel                                                              |
| 26-12-2013                                                               | Doha                                                                     | Giordania                                                                | 0 – 0                                                                    | Libano                                                                   | WAFF Championship 2013 - 1º turno                                        | -                                                                        | Cap: ?                                                                   |
| 1-1-2014                                                                 | Doha                                                                     | Kuwait                                                                   | 1 – 2                                                                    | Giordania                                                                | WAFF Championship 2013 - 1º turno                                        | Saeed Murjan Mohammad Al-Dmeiri                                          | Cap: ?                                                                   |
| 4-1-2014                                                                 | Doha                                                                     | Bahrein                                                                  | 0 – 1                                                                    | Giordania                                                                | WAFF Championship 2013 - Semifinale                                      | autorete                                                                 | Cap: ?                                                                   |
| 7-1-2014                                                                 | Al Rayyan                                                                | Qatar                                                                    | 2 – 0                                                                    | Giordania                                                                | WAFF Championship 2013 - Finale                                          | -                                                                        | Cap: ?                                                                   |
| 31-1-2014                                                                | Mascate                                                                  | Oman                                                                     | 0 – 0                                                                    | Giordania                                                                | Qual. Coppa d'Asia 2015                                                  | -                                                                        | Cap: ?                                                                   |
| 4-2-2014                                                                 | Singapore                                                                | Singapore                                                                | 1 – 3                                                                    | Giordania                                                                | Qual. Coppa d'Asia 2015                                                  | Tha'er Bawab Ahmad Hayel Yousef Al-Rawashdeh                             | Cap: A.Hayel                                                             |
| 5-3-2014                                                                 | Amman                                                                    | Giordania                                                                | 2 – 1                                                                    | Siria                                                                    | Qual. Coppa d'Asia 2015                                                  | 2 Tha'er Bawab                                                           | Cap: ?                                                                   |
| 7-6-2014                                                                 | Buenos Aires                                                             | Colombia                                                                 | 3 – 0                                                                    | Giordania                                                                | Amichevole                                                               | -                                                                        | Cap: ?                                                                   |
| Totale                                                                   |                                                                          | Presenze                                                                 | 18                                                                       |                                                                          | Reti                                                                     | 19                                                                       |                                                                          |

#### Nazionale egiziana nel dettaglio
| 2024          | Egitto        | Qual. Mondiali 2026       | in corso                     | 2  | 1 | 1 | 0 | 50,00 | 3  | 2 | +1  |
| 2024          | Egitto        | Qual. Coppa d'Africa 2025 | 1º nel Gruppo C, qualificato | 6  | 4 | 2 | 0 | 66,67 | 12 | 2 | +10 |
| Dal 2024      | Egitto        | Amichevoli                |                              | 2  | 1 | 0 | 1 | 50,00 | 3  | 4 | -1  |
| Totale Egitto | Totale Egitto | Totale Egitto             | Totale Egitto                | 10 | 6 | 3 | 1 | 60,00 | 18 | 8 | +10 |

#### Panchine da commissario tecnico della nazionale egiziana
| Cronologia completa delle presenze e delle reti in nazionale ― Egitto | Cronologia completa delle presenze e delle reti in nazionale ― Egitto | Cronologia completa delle presenze e delle reti in nazionale ― Egitto | Cronologia completa delle presenze e delle reti in nazionale ― Egitto | Cronologia completa delle presenze e delle reti in nazionale ― Egitto | Cronologia completa delle presenze e delle reti in nazionale ― Egitto | Cronologia completa delle presenze e delle reti in nazionale ― Egitto | Cronologia completa delle presenze e delle reti in nazionale ― Egitto |
| Data                                                                  | Città                                                                 | In casa                                                               | Risultato                                                             | Ospiti                                                                | Competizione                                                          | Reti                                                                  | Note                                                                  |
| --------------------------------------------------------------------- | --------------------------------------------------------------------- | --------------------------------------------------------------------- | --------------------------------------------------------------------- | --------------------------------------------------------------------- | --------------------------------------------------------------------- | --------------------------------------------------------------------- | --------------------------------------------------------------------- |
| 22-3-2024                                                             | Il Cairo                                                              | Egitto                                                                | 1 – 0                                                                 | Nuova Zelanda                                                         | Amichevole                                                            | Mostafa Mohamed                                                       | Cap: Gabaski                                                          |
| 26-3-2024                                                             | Il Cairo                                                              | Egitto                                                                | 2 – 4                                                                 | Croazia                                                               | Amichevole                                                            | Ramy Rabia Mohamed Abdel Monem                                        | Cap: Gabaski                                                          |
| 6-6-2024                                                              | Il Cairo                                                              | Egitto                                                                | 2 – 1                                                                 | Burkina Faso                                                          | Qual. Mondiali 2026                                                   | 2 Trezeguet                                                           | Cap: M. Salah                                                         |
| 10-6-2024                                                             | Bissau                                                                | Guinea-Bissau                                                         | 1 – 1                                                                 | Egitto                                                                | Qual. Mondiali 2026                                                   | Mohamed Salah                                                         | Cap: M. Salah                                                         |
| 6-9-2024                                                              | Il Cairo                                                              | Egitto                                                                | 3 – 0                                                                 | Capo Verde                                                            | Qual. Coppa d'Africa 2025                                             | Ramy Rabia Omar Marmoush Ibrahim Adel                                 | Cap: M. Salah                                                         |
| 10-9-2024                                                             | Francistown                                                           | Botswana                                                              | 0 – 4                                                                 | Egitto                                                                | Qual. Coppa d'Africa 2025                                             | 2 Trezeguet Mohamed Salah Mostafa Fathi                               | Cap: M. Salah                                                         |
| 11-10-2024                                                            | Il Cairo                                                              | Egitto                                                                | 2 – 0                                                                 | Mauritania                                                            | Qual. Coppa d'Africa 2025                                             | Trezeguet Mohamed Salah                                               | Cap: M. Salah                                                         |
| 15-10-2024                                                            | Nouakchott                                                            | Mauritania                                                            | 0 – 1                                                                 | Egitto                                                                | Qual. Coppa d'Africa 2025                                             | Ibrahim Adel                                                          | Cap: R. Rabia                                                         |
| 15-11-2024                                                            | Praia                                                                 | Capo Verde                                                            | 1 – 1                                                                 | Egitto                                                                | Qual. Coppa d'Africa 2025                                             | Taher Mohamed                                                         | Cap: M. El-Shenawy                                                    |
| 19-11-2024                                                            | Il Cairo                                                              | Egitto                                                                | 1 – 1                                                                 | Botswana                                                              | Qual. Coppa d'Africa 2025                                             | Trezeguet                                                             | Cap: Trezeguet                                                        |
| Totale                                                                |                                                                       | Presenze                                                              | 10                                                                    |                                                                       | Reti                                                                  | 18                                                                    |                                                                       |

## Palmarès

### Giocatore

#### Club

##### Competizioni nazionali
- Campionato egiziano: 13  (record)

Al-Ahly: 1984-1985, 1985-1986, 1986-1987, 1988-1989, 1993-1994, 1994-1995, 1995-1996, 1996-1997, 1997-1998, 1998-1999,
Zamalek: 2000-2001, 2002-2003, 2003-2004
- Coppa d'Egitto: 5

Al-Ahly: 1984-1985, 1988-1989, 1992-1993, 1995-1996
Zamalek: 2001-2002
- Supercoppa d'Egitto: 2

Zamalek: 2001, 2002
- Campionato emiratino: 1

Al-Ain : 1999-2000

##### Competizioni internazionali
- Coppa delle Coppe d'Africa: 4

Al-Ahly: 1984, 1985, 1986, 1993
- Coppa dei Campioni d'Africa: 1

Al-Ahly: 1987
- Coppa dei Campioni afro-asiatica: 1

Al-Ahly: 1988
- Coppa delle Coppe araba: 1

Al-Ahly: 1994
- Coppa dei Campioni araba per club: 2

Al-Ahly: 1996
Zamalek: 2003
- Supercoppa araba: 2

Al-Ahly: 1997, 1998
- CAF Champions League: 1

Zamalek: 2002
- Supercoppa CAF: 1

Zamalek: 2003
- Supercoppa Arabia Saudita-Egitto: 1

Zamalek: 2003

#### Nazionale
- Coppa d'Africa: 3

Egitto 1986, Burkina Faso 1998, Egitto 2006

#### Individuale
- Capocannoniere della Coppa d'Africa: 1

1998 (7 gol, a pari merito con Benni McCarthy)
- Capocannoniere del campionato egiziano: 2

1998-1999 (15 gol), 2001-2002 (18 gol)
- Capocannoniere della CAF Champions League: 1

1999 (6 gol)